# Парскі (Лодзинське воєводство)
Парскі (пол. Parski) — село в Польщі, у гміні Свіниці-Варцькі Ленчицького повіту Лодзинського воєводства.
Населення — 127 осіб (2011).
У 1975-1998 роках село належало до Конінського воєводства.

## Демографія
Демографічна структура станом на 31 березня 2011 року:
|          | Загалом | Допрацездатний вік | Працездатний вік | Постпрацездатний вік |
| -------- | ------- | ------------------ | ---------------- | -------------------- |
| Чоловіки | 64      | 9                  | 48               | 7                    |
| Жінки    | 63      | 10                 | 35               | 18                   |
| Разом    | 127     | 19                 | 83               | 25                   |